# Laurent Béteille
Pour les articles homonymes, voir Béteille.
Laurent Béteille, né le 19 avril 1948, est un homme politique français. Membre de l’Union pour un mouvement populaire, il est maire de Brunoy, conseiller général du canton de Brunoy et sénateur de l’Essonne.

## Biographie
Laurent Élie Georges Béteille est né le 19 avril 1948 à Nîmes, de Colette Béteille, née Bernard, et de Raoul Béteille. Il est père de deux enfants[réf. nécessaire].
Laurent Béteille est avocat de profession.
Laurent Béteille est conseiller général du canton de Brunoy de 1985 à 2001 et sénateur de l'Essonne de 2001 à 2011.
Il est maire de Brunoy depuis 1977 et vice-président de la communauté d'agglomération du Val d'Yerres depuis 2002. Le 18 mai 2012, il annonce qu'il est candidat aux législatives dans la 8e circonscription de l'Essonne. En décembre 2012, il annonce passer la main à son premier adjoint aux Finances Bruno Gallier.

## Synthèse des fonctions politiques

### Mandats européens
Depuis le 1er octobre 2007, Laurent Béteille est membre suppléant de l'assemblée parlementaire du Conseil de l'Europe et affilié au Parti populaire européen.

### Mandats nationaux

#### Sénateur de l’Essonne
Il devient sénateur de l’Essonne le 17 janvier 2001, en remplacement de Xavier Dugoin, déchu de son mandat. Il est réélu le 26 septembre 2004, il devient membre titulaire de la Cour de justice de la République un mois plus tard. Il perd son siège lors des élections sénatoriales du 25 septembre 2011.

### Mandats locaux

#### Conseiller général du canton de Brunoy
En 1985, Laurent Béteille conquiert le canton de Brunoy et devient conseiller général de l’Essonne.
Plus tard, Laurent Béteille devient vice-président du conseil général d’abord chargé des affaires sociales de 1992 à 1995 puis des Finances de 1995 2001.
Devenu sénateur en 2001, il est touché par le cumul des mandats. Il décide de soutenir Michel Dumont, son premier adjoint chargé des finances, pour qu’il devienne le nouveau conseiller général du canton de Brunoy.

#### Maire de Brunoy
Laurent Béteille est élu maire de Brunoy en 1977. À 28 ans, il devint ainsi le plus jeune maire de droite d’une ville de plus de 15 000 habitants et le seul en Essonne. Réélu sans discontinuer, Laurent Béteille a effectué six mandats. Il est réélu en 2008, avec 49,02 % des voix, face au PS (34,92 %) et face au groupe DVD (11,29 %). En décembre 2012, il choisit de passer le relais à son premier adjoint au Finances Bruno Gallier (UMP).

#### Vice-président d’intercommunalité
Depuis 2002, Laurent Béteille est deuxième vice-président de la communauté d'agglomération du Val d'Yerres à laquelle adhère Brunoy, chargé des finances et des affaires générales.

### Autres mandats
En 1998, il succède à Christian Imbert à la présidence de l'union des maires de l’Essonne. Il est membre de la cour de justice de la République, vice-président de la commission spéciale sur le crédit à la consommation, trésorier adjoint de la section française de l'Assemblée parlementaire de la Francophonie. Il a été président du Sivom de la vallée de l'Yerres et des Sénarts. Il est vice-Président de la Commission spéciale sur le Grand Paris.

## Décorations et récompenses
Laurent Béteille a été nommé au grade de chevalier dans l'Ordre national de la Légion d'honneur en 2012.

## Pour approfondir